# Шипитула
Шипитула (алб. Shipitullë) је насеље у општини Обилић, Косово и Метохија, Република Србија.

## Положај
Село је на огранку Чичавице, који се као коса пружа између Дренице и Чичавице с кућама и на падини према једној и на падини према другој реци.

## Порекло становништва по родовима
Шипитула је село постало неколико година пре доласка мухаџира, тј. око 1870.
Подаци о пореклу становништва из тридесетих година XX века.
- Мјекић (5 к.), од фиса Бериша. Доселили се из Лука (Јеловац) у Метохију (код Ђаковице) у Гладно Село (Дреница), па у суседни Грабовац, одакле прешли у Шипитулу око 1870. Село нису затекли, већ лугове и мало обрађене земље сељака села Ада. Кажу да су купили простор од Ађана, па крчили, отварали њиве и на сувишне делове земље постављали чифчије.
- Рамовић (3 к.), поисламљени и поарбанашени Срби старином из Жиливоде. У Шипитулу досељени око 1895. из Сибовца, из рода Фазлијевића.
- Хотњан (1 к.), од фиса Хота. Досељен за чифчију у Мјекића, из Бечића у Дреници, после Рамовића.
- Дурмишовић (2 к.), од фиса Краснића. Досељен око 1905. из Војника (Пећ) за чифчију у Мјекића.
- Лимоновић (1 к.), од фиса Краснића. Пресељен из Медвеца око 1905. за чифчију у Мјекића.
- Цур (2 к.), од фиса Краснића. Као мухаџир из Власотинаца живео на Косову. У Шипитули настањен за чифчију у Мјекића око 1905. Софић (1 к.), од фиса Елшана. Мухаџир је из Житног Потока у Топлици. Настањен као чифчија у Мјекића око 1905.
- Барбатовц (3 к.), од фиса Краснића Мухаџир из Барбатовца (Топлица). Код Мјекића дошао за чифчију из Дренице око 1905.
- Растелиц (1 к), од фиса Климената. Мухаџир из Растелице (Топлица). Дошао из Лаба за чифчију у Мјекића око 1905.

## Демографија
| Година       | 1948 | 1953 | 1961 | 1971 | 1981 | 1991 |
| ------------ | ---- | ---- | ---- | ---- | ---- | ---- |
| Становништво | 327  | 362  | 440  | 461  | 482  | 447  |

|  |